# El Capadero, Pénjamo
El Capadero är en ort i Mexiko.   Den ligger i kommunen Pénjamo och delstaten Guanajuato, i den centrala delen av landet, 300 km väster om huvudstaden Mexico City. El Capadero ligger 1 702 meter över havet och antalet invånare är 130.
Terrängen runt El Capadero är platt åt sydväst, men åt nordost är den kuperad. Runt El Capadero är det ganska tätbefolkat, med 104 invånare per kvadratkilometer. Närmaste större samhälle är La Piedad Cavadas, 12,8 km sydväst om El Capadero. Trakten runt El Capadero består till största delen av jordbruksmark.